# Rolf Minderjahn
Rolf Minderjahn (* 6. Januar 1963; † 22. April 2025) war ein deutscher Reiseschriftsteller.

## Leben und Wirken
Nach seiner Schulzeit am Gymnasium Eschweiler absolvierte Minderjahn ein Studium zum Diplom-Kaufmann. Anschließend arbeitete er als Journalist, Übersetzer und Autor und leitete mehr als 20 Jahre ein eigenes Text- und Pressebüro. Darüber hinaus kooperierte Minderjahn mit Tourismusverbänden, übernahm für diverse Unternehmen deren Öffentlichkeitsarbeit und fertigte Übersetzungen für den Media-, Print- und Onlinesektor an.
Schwerpunkt seiner Arbeit in den letzten 25 Jahren seines Lebens war der Reisejournalismus, vorrangig für die Länder Belgien, Niederlande und Frankreich und im Speziellen für den Raum der Ardennen und der Eifel. Dabei entstanden mehr als 750 Einzelreportagen für verschiedene Tageszeitungen und Reisemagazine sowie neun aufwändig gestaltete und reich bebilderte Reisebücher, vorwiegend beim Grenz-Echo-Verlag.
Dabei entwickelte Minderjahn auch eine Vorliebe für die französische, niederländische und deutsche Küche und besuchte zahlreiche Spezialitäten-Restaurants. Er ließ sich von regionalen Köchen, aber auch von Produzenten die verschiedenen Rezepte erklären und brachte seine Erkenntnisse zusammen mit mehreren Autorinnen zu Papier. So entstand 2020 sein erstes Kochbuch, das vom Medienhaus Aachen digitalisiert und online gestellt wurde.
Minderjahn lebte und arbeitete in Stolberg-Gressenich.

## Schriften (Auswahl)
- Auf ins Erlebnis... Museum!, Verlag Provinz Lüttich 2007
- Lüttich: unterwegs in der leuchtenden Stadt an der Maas, Grenz-Echo-Verlag, Eupen 2012, ISBN 978-3-86712-062-3
- Belgien: die schönsten Märkte und Plätze, Grenz-Echo-Verlag, Eupen 2013, ISBN 978-3-86712-076-0
- Mons: unterwegs in der Kulturhauptstadt Europas 2015 mit Sonderteil: die Provinz Hennegau (Belgien) mit 19 Schätzen des Weltkulturerbes, Grenz-Echo-Verlag, Eupen 2014, ISBN 978-3-86712-087-6
- Eupen: unterwegs in der Hauptstadt des deutschsprachigen Belgiens, Grenz-Echo-Verlag, Eupen 2014, ISBN 978-3-86712-077-7
- Süd-Limburg : unterwegs in Niederländisch- und Belgisch-Limburg, Grenz-Echo-Verlag, Eupen 2017, ISBN 978-3-86712-116-3[5]
- 100 Orte in den Ardennen, Grenz-Echo-Verlag, Eupen 2019, ISBN 978-3-86712-141-5
- 100 Orte in Lüttich, Grenz-Echo-Verlag, Eupen 2020, ISBN 978-3-86712-150-7[6]
- 100 Orte in Belgien, Grenz-Echo-Verlag, Eupen 2020, ISBN 978-3-86712-153-8[7]
- Dreiländerschmeck – Das Kochbuch, zusammen mit Katja Esser, Anke Capellmann, Tanja Sacchetti, Brigitte Gorski und Yvonne Carl, Meyer & Meyer Verlag, Aachen 2020, ISBN 978-3-8403-7724-2
- 100 Orte in der StädteRegion Aachen & Umgebung, Grenz-Echo-Verlag, Eupen 2022, ISBN 978-3-86712-171-2
- 100 Orte in den Ardennen, Neuauflage mit 30 neuen Orten, Grenz-Echo-Verlag, Eupen 2023, ISBN 978-3-86712-181-1[8]
- 55 Terrassen im Dreiländereck, Grenz-Echo-Verlag, Eupen 2024, ISBN 978-3-86712-192-7

### Podcast
- Idylle mit Apfelsirup: Unterwegs im Herver Land, auf: Bonjour Wallonie – Südbelgien entdecken! Der Podcast, Shownotes Folge 24 vom 25. Oktober 2022